# Emma Sing
Pour les articles homonymes, voir Sing.
Pas d'image ? Cliquez ici

a Compétitions nationales et continentales officielles uniquement.

b Matchs officiels uniquement.
Emma Sing, née le 11 mars 2001 à South Molton (Angleterre), est une joueuse internationale anglaise de rugby à XV évoluant au poste d'arrière. Elle joue au Gloucester-Hartpury RFC.

## Biographie
Emma Sing naît le 11 mars 2001 à South Molton en Angleterre. Fille d'agriculteurs, elle grandit dans une ferme du Devon. Elle commence la pratique du rugby à XV dès l'âge de six ans au South Molton RFC, où elle la seule fille de son équipe. Arrivée en catégorie des moins de 13 ans, elle poursuit son activité au Crediton RFC qui dispose d'une section féminine. Dès cette première saison de rugby exclusivement féminin, elle est sélectionnée et surclassée avec l'équipe régionale des moins de 15 ans du Devon. Sa mère, terrorisée, l'oblige à jouer avec deux paires d'épaulières. À seize ans, elle rejoint le Hartpury College (en).
En septembre 2018, une semaine après un match avec l'équipe réserve, elle fait ses débuts avec Gloucester-Hartpury en première division contre le Loughborough Lightning à 17 ans.[réf. nécessaire]
Lors de la saison 2019-2020, elle est convoquée avec l'Angleterre des moins de 20 ans, mais l'équipe ne joue aucun match à cause de la pandémie de Covid-19.
À l'occasion du Tournoi des Six Nations 2022, elle est appelée avec les Red Roses et fait ses débuts internationaux en sortie de banc contre l'Écosse. Elle fait partie du groupe élargi qui prépare la Coupe du monde, mais elle n'est pas sélectionnée.
En 2023, elle est retenue pour disputer sous les couleurs de son pays le Tournoi des Six Nations. Elle connaît sa première titularisation contre le pays de Galles. En fin d'année, elle est à nouveau convoquée pour le WXV à la suite de la blessure de Lucy Packer.
Au mois de juin 2024, elle ne fait pas partie des joueuses anglaises mises sous contrat par la Fédération anglaise.
En juillet 2025, elle est sélectionnée pour la Coupe du monde en Angleterre.
Elle est étudiante en science vétérinaire à l'université de Hartpury.

## Palmarès

### En club
- Vainqueur du Championnat d'Angleterre en 2023, 2024 et 2025.

### En équipe nationale
- Vainqueur du Tournoi des Six Nations en 2022, 2023 et 2025.
- Vainqueur du WXV en 2023.